# A madarak rendszerezése
A madarak rendszerezése alatt a madarak osztályába (Aves) tartozó taxonok rendszertani felosztását értjük. Mivel a modern rendszerezés a különféle rendszertani csoportok között kimutatható rokonsági kapcsolatok alapján történik, az ezzel kapcsolatos ismeretek bővülésével a madarak rendszertani felosztása is változik, követi az újabb kutatási eredményeket.
A madarak (Aves) a gerinchúrosok törzsén (Chordata) belül a gerincesek altörzsének (Vertebrata) egyik osztályát alkotják.
Az elterjedtebb rendszerezések közé tartozik a Howard and More-féle osztályozás, a Clements-féle rendszerezés és a Sibley–Ahlquist-féle madárrendszertan.
Régebben több kutató is úgy vélte, hogy a futómadár-szabásúak annyira különböznek a többi madártól, hogy közvetlenül a dinoszauruszoktól származtathatók anélkül, hogy valaha is lettek volna röpülni tudó őseik. Ezért taraj nélküli mellcsontú madarak (Ratitae) néven különböztették meg a tarajos mellcsontú madaraktól (Carinatae). Jelenleg a Ratitae a futómadár-szabásúak  (Paleognathae), a Carinatae pedig az újmadárszabásúak  (Neognathae) alosztály szinonimájaként kezelendő.
A jelenleg általunk használt madárrendszertan 2 alosztályt és 26 rendet határoz meg.

## Futómadár-szabásúak(Paleognathae)alosztály
- struccalakúak (Struthioniformes) - 5 családot sorolnak
  - struccfélék (Struthionidae)
  - nandufélék (Rheidae)
  - kivifélék (Apterygidae)
  - kazuárfélék (Casuariidae)
  - emufélék (Dromadiidae)
- tinamualakúak (Tinamiformes) - 1 családot sorolnak
  - tinamufélék (Tinamidae)

## Újmadárszabásúak(Neognathae)alosztály

### Galloanseraeöregrend
A Galloanserae öregrendbe két recens és egy fosszilis rend tartozik.
- lúdalakúak (Anseriformes)
  - tüskésszárnyúmadár-félék (Anhimidae)
  - ujjaslúdfélék (Anseranatidae)
  - récefélék (Anatidae)

- tyúkalakúak (Galliformes)
  - ásótyúkfélék (Megapodiidae)
  - hokkófélék (Cracidae)
  - gyöngytyúkfélék (Numididae)
  - fogasfürjfélék (Odontophoridae)
  - fácánfélék (Phasianidae)

- Gastornithiformes - kihalt rend

## Pingvinalakúak
A pingvinalakúak rendjébe (Sphenisciformes) 1 családot sorolnak

### Pingvinfélék
A pingvinfélék családjába (Spheniscidae) 6 nem tartozik
- Aptenodytes
- Eudyptes
- Eudyptula
- Megadyptes
- Pygoscelis
- Spheniscus

## Búváralakúak
A búváralakúak rendje (Gaviiformes)

### Búvárfélék
A búvárfélék családjába (Gaviidae) 1 nem tartozik
- Gavia

## Vöcsökalakúak
A vöcsökalakúak rendjébe (Podicipediformes) 1 családot sorolnak

### Vöcsökfélék
A vöcsökfélék családjába (Podicipedidae) 6 nem tartozik
- Rollandia
- Tachybaptus
- Podilymbus
- Poliocephalus
- Podiceps
- Aechmophorus

## Viharmadár-alakúak
A viharmadár-alakúak rendjébe (Procellariiformes) 4 családot sorolnak

### Albatroszfélék
Az albatroszfélék családjába (Diomedeidae) 4 nem tartozik
- Diomedea
- Phoebastria
- Thalassarche
- Phoebetria

### Viharmadárfélék
A viharmadárfélék családjába (Procellariidae) 14 nem tartozik
- Macronectes
- Fulmarus
- Thalassoica
- Daption
- Pagodroma
- Lugensa
- Pseudobulweria
- Pterodroma
- Halobaena
- Pachyptila
- Bulweria
- Procellaria
- Calonectris
- Puffinus

### Viharfecskefélék
A viharfecskefélék családjába (Hydrobatidae) 2 alcsalád és 7 nem tartozik
- Oceanitinae
  - Oceanites
  - Garrodia
  - Pelagodroma
  - Fregetta
  - Nesofregetta
- Hydrobatinae
  - Hydrobates
  - Oceanodroma

### Bukó viharmadárfélék
A bukó viharmadárfélék családjába (Pelecanoididae) 1 nem tartozik
- Pelecanoides

## Gödényalakúak
A gödényalakúak rendjébe (Pelecaniformes) 6 családot sorolnak

### Fregattmadárfélék
A fregattmadárfélék családjába (Fregatidae) 1 nem tartozik
- Fregata

### Trópusimadár-félék
A trópusimadár-félék családjába (Phaethonidae) 1 nem tartozik
- Phaethon

### Szulafélék
A szulafélék családjábába (Sulidae) 3 nem tartozik
- Papasula
- Morus
- Sula

### Kárókatonafélék
A kárókatonafélék családjába (Phalacrocoracidae) 1 nem tartozik
- Phalacrocorax

### Kígyónyakúmadár-félék
A kígyónyakúmadár-félék családjába (Anhingidae) 1 nem tartozik
- Anhinga

### Gödényfélék
A gödényfélék családjába (Pelecanidae) 1 nem tartozik
- Pelecanus

## Gólyaalakúak
A gólyaalakúak rendjébe (Ciconiiformes) 6 családot sorolnak

### Papucscsőrűmadár-félék
A papucscsőrűmadár-félék (Balaenicipitidae) családjába egy nemet és egy fajt sorolnak.
- Balaeniceps

### Gémfélék
A gémfélék családjába (Ardeidae) 4 alcsalád és 21 nem tartozik
- Nycticoracinae
  - Nyctanassa
  - Cochlearius
  - Nycticorax
  - Gorsachius
- Tigrisomatinae
  - Tigrisoma
  - Tigriornis
  - Zonerodius
  - Zebrilus
- Botaurinae
  - Botaurus
  - Ixobrychus
- Ardeinae
  - Zeltornis
  - Butorides
  - Agamia
  - Pilherodius
  - Ardeola
  - Bubulcus
  - Proardea
  - Ardea
  - Syrigma
  - Egretta
  - Mesophoyx

### Gogófélék
A gogófélék családjába (Scopidae) 1 nem és 1 faj tartozik.
- Scopus

### Íbiszfélék
Az íbiszfélék családjába (Threskiornithidae) 2 alcsalád és 14 nem tartozik.
- Threskiornithinae
  - Threskiornis
  - Pseudibis
  - Thaumatibis
  - Geronticus
  - Nipponia
  - Bostrychia
  - Theristicus
  - Cercibis
  - Mesembrinibis
  - Phimosus
  - Eudocimus
  - Plegadis
  - Lophotibis
- Plataleinae
  - Platalea

### Gólyafélék
A gólyafélék családjába (Ciconiidae) 6 nem tartozik
- Mycteria
- Anastomus
- Ciconia
- Ephippiorhynchus
- Jabiru
- Leptoptilos

## Újvilági keselyűalakúak
Az újvilági keselyűalakúak (Cathartiformes) rendjébe 1 recens és 1 fosszilis család tartozik.

### Újvilági keselyűfélék
Az újvilági keselyűfélék családjába (Cathartidae) 5 nem tartozik
- Coragyps
- Cathartes
- Gymnogyps
- Vultur
- Sarcoramphus

### Teratornithidae
A Teratornithidae családba 4-5 nem tartozik.
- Aiolornis
- Argentavis
- Cathartornis
- Teratornis
- Taubatornis
- ?Oscaravis

## Flamingóalakúak
A flamingóalakúak rendjébe (Phoenicopteriformes) 1 recens és 1 fosszilis családot sorolnak

### Flamingófélék
A flamingófélék családja (Phoenicopteridae) 1 nem tartozik
- Phoenicopterus

### Palaelodidae
A Palaelodidae családba 2 fosszilis nem tartozik.
- Palaelodus
- Megapaloelodus

## Sólyomalakúak
A sólyomalakúak rendjébe (Falconiformes) 4 családot sorolnak

### Sólyomfélék
A sólyomfélék családjába (Falconidae) 12 nem tartozik
- Ibycter
- Daptrius
- Phalcoboenus
- Caracara
- Polyborus
- Milvago
- Herpetotheres
- Micrastur
- Spiziapteryx
- Polihierax
- Microhierax
- Falco

### Vágómadárfélék
A vágómadárfélék családjába (Accipitridae) 8 alcsalád és 64 nem tartozik
- Elaninae
  - Elanus
  - Chelictinia
  - Macheiramphus
  - Gampsonyx
  - Elanoides
- Perninae
  - Aviceda
  - Pernis
  - Leptodon
  - Chondrohierax
- Aegypiinae
  - Sarcogyps
  - Aegypius
  - Torgos
  - Trigonoceps
  - Gyps
  - Neophron
  - Necrosyrtes
  - Gypohierax
  - Gypaetus
- Buteoninae
  - Geranoaetus
  - Buteo
  - Asturina
  - Henicopernis
  - Parabuteo
  - Buteogallus
  - Busarellus
  - Leucopternis
  - Kaupifalco
  - Butastur
  - Harpyhaliaetus
  - Morphnus
  - Harpia
  - Pithecophaga
  - Harpyopsis
  - Oroaetus
  - Spizastur
  - Spizaetus
  - Lophaetus
  - Stephanoaetus
  - Polemaetus
  - Hieraaetus
  - Aquila
  - Ictinaetus
  - Haliaeetus
  - Ichthyophaga
- Circinae
  - Circus
  - Polyboroides
  - Geranospiza
- Milvinae
  - Harpagus
  - Ictinia
  - Rostrhamus
  - Helicolestes
  - Haliastur
  - Milvus
  - Lophoictinia
  - Hamirostra
- Accipitrinae
  - Accipiter
  - Melierax
  - Urotriorchis
  - Erythrotriorchis
  - Megatriorchis
- Circaetinae
  - Terathopius
  - Circaetus
  - Spilornis
  - Eutriorchis
  - Dryotriorchis

### Kígyászkeselyű-félék
A kígyászkeselyű-félék családjába (Sagittariidae) 1 nem tartozik
- Sagittarius

### Halászsasfélék
A halászsasfélék családjába (Pandionidae) 1 nem tartozik
- Pandion

## Tyúkalakúak
A tyúkalakúak rendjébe (Galliformes) 5 családot sorolnak

### Talegallatyúk-félék
A talegallatyúk-félék családjába (Megapodiidae) 6 nem tartozik
- Alectura
- Aepypodius
- Talegalla
- Macrocephalon
- Megapodius
- Leipoa

### Hokkófélék
A hokkófélék családjába (Cracidae)  2 alcsalád és 10 nem tartozik
- Penelopinae
  - Ortalis
  - Penelope
  - Chamaepetes
  - Penelopina
  - Oreophasis
  - Aburria
- Cracinae
  - Nothocrax
  - Mitu
  - Pauxi
  - Crax

### Fogasfürjfélék
A fogasfürjfélék családjába (Odontophoridae)  9 nem tartozik
- Colinus
- Callipepla
- Oreortyx
- Cyrtonyx
- Dendrortyx
- Philortyx
- Odontophorus
- Dactylortyx
- Rhynchortyx

### Fácánfélék
A fácánfélék családjába (Phasianidae)  4 alcsalád és 47 nem tartozik
- Fogolyformák (Perdicinae)
  - Alectoris
  - Perdix
  - Lerwa
  - Ammoperdix
  - Tetraogallus
  - Tetraophasis
  - Anurophasis
  - Francolinus
  - Rhizothera
  - Margaroperdix
  - Melanoperdix
  - Coturnix
  - Perdicula
  - Xenoperdix
  - Arborophila
  - Caloperdix
  - Haematortyx
  - Rollulus
  - Ptilopachus
  - Bambusicola
  - Galloperdix
  - Ophrysia
- Fácánformák (Phasianinae)
  - Ithaginis
  - Pucrasia
  - Tragopan
  - Lophophorus
  - Crossoptilon
  - Lophura
  - Gallus
  - Catreus
  - Syrmaticus
  - Chrysolophus
  - Phasianus
  - Polyplectron
  - Rheinardia
  - Argusianus
  - Pavo
  - Afropavo
- Pulykaformák (Meleagridinae)
  - Meleagris
- Fajdformák (Tetraoninae)
  - Falcipennis
  - Dendragapus
  - Lagopus
  - Lyrurus
  - Tetrao
  - Tetrastes
  - Bonasa
  - Centrocercus
  - Tympanuchus

### Gyöngytyúkfélék
A gyöngytyúkfélék családjába (Numididae)  4 nem tartozik
- Agelastes
- Numida
- Guttera
- Acryllium

## Darualakúak
A darualakúak rendjébe (Gruiformes) 10 családot sorolnak

### Guvatfélék
A guvatfélék családjába (Rallidae)  34 nem tartozik
- Sarothrura
- Himantornis
- Canirallus
- Coturnicops
- Micropygia
- Rallina
- Anurolimnas
- Laterallus
- Nesoclopeus
- Gallirallus
- Rallus
- Lewinia
- Dryolimnas
- Crecopsis
- Crex
- Rougetius
- Aramidopsis
- Atlantisia
- Aramides
- Amaurolimnas
- Gymnocrex
- Amaurornis
- Porzana
- Aenigmatolimnas
- Cyanolimnas
- Neocrex
- Pardirallus
- Eulabeornis
- Habroptila
- Megacrex
- Gallicrex
- Porphyrio
- Gallinula
- Fulica

### Búvárcsibefélék
A búvárcsibefélék családjába (Heliornithidae) 3 nem tartozik
- Podica
- Heliopais
- Heliornis

### Lábasguvatfélék
A lábasguvatfélék családjába (Mesitornithidae) 2 nem tartozik
- Mesitornis
- Monias

### Kagufélék
A kagufélék családjába (Rhynochetidae) 1 nem tartozik
- Rhynochetos

### Guvatgémfélék
A guvatgémfélék családjába (Eurypygidae) 1 nem tartozik
- Eurypyga

### Darufélék
A darufélék családjába (Gruidae)  2 alcsalád és 4 nem tartozik:
- Balearicinae
  - Balearica
- Gruinae
  - Grus
  - Bugeranus
  - Anthropoides

### Óriásguvatfélék
Az óriásguvatfélék családjába (Aramidae)  nem tartozik
- Aramus

### Dobosdarufélék
A dobosdarufélék családjába (Psophiidae)  nem tartozik
- Psophia

### Kígyászdarufélék
A kígyászdarufélék családjába (Cariamidae)  2 nem tartozik:
- Cariama
- Chunga

### Túzokfélék
A túzokfélék családjába (Otididae) 11 nem tartozik:
- Tetrax
- Otis
- Neotis
- Ardeotis
- Chlamydotis
- Eupodotis
- Lophotis
- Afrotis
- Lissotis
- Houbaropsis
- Sypheotides

## Lilealakúak
A lilealakúak rendjébe (Charadriiformes) 20 családot sorolnak

### Szalonkafélék
A szalonkafélék családjába (Scolopacidae) 25 nem tartozik
- Scolopax
- Gallinago
- Lymnocryptes
- Coenocorypha
- Limosa
- Numenius
- Bartramia
- Tringa
- Xenus
- Catoptrophorus
- Philomachus
- Heterosceles
- Prosobonia
- Arenaria
- Limnodromus
- Aphriza
- Calidris
- Micropalama
- Tryngites
- Actitis
- Eurynorhynchus
- Limicola
- Steganopus
- Phalaropus

### Guvatszalonkafélék
A guvatszalonkafélék családjába (Rostratulidae) 2 nem tartozik
- Rostratula
- Nycticryphes

### Levéljárófélék
A levéljárófélék családjába (Jacanidae) 6 nem tartozik
- Actophilornis
- Microparra
- Irediparra
- Hydrophasianus
- Metopidius
- Jacana

### Homokjárófélék
A homokjárófélék családjába (Thinocoridae)  2 nem tartozik
- Attagis
- Thinocorus

### Sztyeppefutófélék
A sztyeppefutófélék családjába (Pedionomidae)  1 nem tartozik
- Pedionomus

### Sirályfélék
A sirályfélék családjába (Laridae)  6 nem tartozik
- Larus
- Pagophila
- Rhodostethia
- Xema
- Creagrus
- Rissa

### Ollóscsőrűmadár-félék
Az ollóscsőrűmadár-félék családjába (Rynchopidae)  1 nem tartozik
- Rynchops

### Csérfélék
A csérfélék családjába (Sternidae) 12 nem tartozik
- Chlidonias
- Phaetusa
- Sterna
- Sternula
- Gelochelidon
- Hydroprogne
- Thalasseus
- Onychoprion
- Larosterna
- Procelsterna
- Anous
- Gygis

### Alkafélék
Az alkafélék családjába (Alcidae) 11  nem tartozik
- Alle
- Uria
- Alca
- Pinguinus
- Cepphus
- Brachyramphus
- Synthliboramphus
- Ptychoramphus
- Aethia
- Cerorhinca
- Fratercula

### Halfarkasfélék
A halfarkasfélék családjába (Stercorariidae) 1 nem tartozik
- Stercorarius

### Székicsérfélék
A székicsérfélék családjába (Glareolidae) 2 alcsalád és 5 nem tartozik
- Cursoriinae
  - Cursorius
  - Rhinoptilus
  - Pluvianus
- Glareolinae
  - Glareola
  - Stiltia

### Gémlilefélék
A gémlilefélék családjába (Dromadidae) 1 nem tartozik
- Dromas

### Guvatfürjfélék
A guvatfürjfélék családjába (Turnicidae) 2 nem tartozik
- Turnix
- Ortyxelos

### Ugartyúkfélék
Az ugartyúkfélék családjába (Burhinidae) 2 nem tartozik
- Burhinus
- Esacus

### Tokoscsőrűfélék
A tokoscsőrűfélék családjába (Chionididae) 1 nem tartozik
- Chionis

### Magellán-lilefélék
A Magellán-lilefélék családjába (Pluvianellidae) 1 nem tartozik
- Pluvianellus

### Kardcsőrű töcsfélék
A kardcsőrű töcsfélék családjába (Ibidorhynchidae) 1 nem tartozik
- Ibidorhyncha

### Gulipánfélék
A gulipánfélék családjába (Recurvirostridae) 3 nem tartozik
- Himantopus
- Cladorhynchus
- Recurvirostra

### Csigaforgatófélék
A csigaforgatófélék családjába (Haematopodidae) 1 nem tartozik
- Haematopus

### Lilefélék
A lilefélék családjába (Charadriidae)  2 alcsalád és 11 nem tartozik
- Charadriinae
  - Pluvialis
  - Charadrius
  - Thinornis
  - Erythrogonys
  - Eudromias
  - Oreopholus
  - Anarhynchus
  - Phegornis
  - Peltohyas
  - Elseyornis
- Vanellinae
  - Vanellus

## Galambalakúak
A galambalakúak rendjébe (Columbiformes) 2 családot sorolnak

### Dodófélék
A dodófélék családjába (Raphidae) 2 kihalt nem tartozott
- †Raphus
- †Pezophaps

### Galambfélék
A galambfélék családjába (Columbidae) 5 alcsalád és 41 nem tartozik
- Galambformák (Columbinae)
  - Columba
  - Patagioenas
  - Zenaida
  - Ectopistes
  - Starnoenas
  - Caloenas
  - Streptopelia
  - Columbina
  - Turacoena
  - Macropygia
  - Reinwardtoena
  - Oena
  - Turtur
  - Chalcophaps
  - Henicophaps
  - Petrophassa
  - Phaps
  - Ocyphaps
  - Geophaps
  - Geopelia
  - Leucosarcia
  - Claravis
  - Metriopelia
  - Leptotila
  - Geotrygon
  - Uropelia
  - Gallicolumba
  - Trugon
  - Microgoura
- Gyümölcsgalambformák (Treroninae)
  - Phapitreron
  - Treron
  - Ptilinopus
  - Drepanoptila
  - Alectroenas
  - Ducula
  - Hemiphaga
  - Lopholaimus
  - Cryptophaps
  - Gymnophaps
- Fácángalambformák (Otidiphabinae)
  - Otidiphaps
- Koronásgalamb-formák (Gourinae)
  - Goura
- Fogasgalambformák (Didunculinae)
  - Didunculus

## Papagájalakúak
A papagájalakúak rendjébe (Psittaciformes) 3 családot sorolnak

### Papagájfélék
A papagájfélék családjába (Psittacidae) 10 alcsalád és 67 nem tartozik
- Nesztorpapagáj-formák (Nestorinae)
  - Nestor
- Bagolypapagájformák (Strigopinae)
  - Strigops
- Sörtésfejű papagájformák (Psittrichadinae)
  - Psittrichas
- Denevérpapagáj-formák (Loriculinae)
  - Loriculus
- Harkálypapagáj-formák (Micropsittinae)
  - Micropsitta
- Valódi papagájformák (Psittacinae)
  - Cyclopsitta
  - Psittaculirostris
  - Cyanoliseus
  - Coracopsis
  - Psittacus
  - Poicephalus
- Laposfarkúpapagáj-formák (Platycercinae)
  - Prosopeia
  - Eunymphicus
  - Cyanoramphus
  - Purpureicephalus
  - Platycercus
  - Northiella
  - Psephotus
  - Neopsephotus
  - Neophema
  - Lathamus
  - Melopsittacus
- Földipapagáj-formák (Pezoporinae)
  - Pezoporus
  - Geopsittacus
- Nemespapagáj-formák (Psittaculinae)
  - Bolbopsittacus
  - Psittinus
  - Psittacella
  - Geoffroyus
  - Prioniturus
  - Tanygnathus
  - Eclectus
  - Alisterus
  - Aprosmictus
  - Polytelis
  - Psittacula
  - Agapornis
- Újvilágipapagáj-formák (Arinae)
  - Anodorhynchus
  - Cyanopsitta
  - Ara
  - Diopsittaca
  - Primolius
  - Orthopsittaca
  - Aratinga
  - Guarouba
  - Nandayus
  - Leptosittaca
  - Ognorhynchus
  - Rhynchopsitta
  - Pyrrhura
  - Enicognathus
  - Myiopsitta
  - Conuropsis
  - Bolborhynchus
  - Psilopsiagon
  - Forpus
  - Nannopsittaca
  - Touit
  - Pionites
  - Gypopsitta
  - Hapalopsittaca
  - Graydidascalus
  - Deroptyus
  - Triclaria
  - Brotogeris
  - Pionopsitta
  - Pionus
  - Amazona

### Kakadufélék
A kakadufélék családjába (Cacatuidae) 3 alcsalád és 6 nem tartozik
- Pálmakakaduformák (Microglossinae)
  - Probosciger
- Hollókakaduformák (Calyptorhynchinae)
  - Callocephalon
  - Nymphicus
  - Calyptorhynchus
  - Eolophus
- Valódi kakaduformák (Cacatuinae)
  - Cacatua

### Lórifélék
A lórifélék családjába (Loriidae) 12 nem tartozik
- Chalcopsitta
- Eos
- Pseudeos
- Trichoglossus
- Psitteuteles
- Lorius
- Phigys
- Vini
- Glossopsitta
- Charmosyna
- Oreopsittacus
- Neopsittacus

## Kakukkalakúak
A kakukkalakúak rendjébe (Cuculiformes) 3 családot sorolnak

### Kakukkfélék
A kakukkfélék családjába (Cuculidae) 6 alcsalád és 34 nem tartozik
- Valódi kakukkformák (Cuculinae)
  - Clamator
  - Pachycoccyx
  - Cuculus
  - Cercococcyx
  - Cacomantis
  - Chrysococcyx
  - Rhamphomantis
  - Caliechthrus
  - Surniculus
  - Microdynamis
  - Eudynamys
  - Scythrops
- Selyemkakukkformák (Phaenicophaeinae)
  - Ceuthmochares
  - Phaenicophaeus
  - Rhopodytes
  - Taccocua
  - Rhinortha
  - Zanclostomus
  - Dasylophus
  - Lepidogrammus
  - Carpococcyx
  - Coua
- Esőkakukkformák (Coccyzinae)
  - Coccyzus
  - Hyetornis
  - Saurothera
  - Piaya
- Földikakukkformák (Neomorphinae)
  - Tapera
  - Morococcyx
  - Dromococcyx
  - Geococcyx
  - Neomorphus
- Bozótkakukkformák (Centropodinae)
  - Centropus
- Aniformák (Crotophaginae)
  - Crotophaga
  - Guira

### Hoacinfélék
A hoacinfélék családjába (Opisthocomidae) 1 nem tartozik
- Opisthocomus

### Turákófélék
A turákófélék családjába (Musophagidae) 3 alcsalád és nem tartozik
- Musophaginae
  - Tauraco
  - Ruwenzorornis
- Criniferinae
  - Musophaga
  - Corythaixoides
  - Crinifer
- Corythaeolinae
  - Corythaeola

## Bagolyalakúak
A bagolyalakúak rendjébe (Strigiformes) 2 családot sorolnak

### Bagolyfélék
A bagolyfélék családjába (Strigidae) 3 alcsalád és 25 nem tartozik
- Striginae
  - Otus
  - Ptilopsis
  - Megascops
  - Gymnoglaux
  - Pyrroglaux
  - Mimizuku
  - Bubo
  - Strix
  - Ciccaba
  - Jubula
  - Lophostrix
  - Pulsatrix
- Surniinae
  - Surnia
  - Glaucidium
  - Xenoglaux
  - Micrathene
  - Athene
  - Aegolius
  - Ninox
  - Uroglaux
  - Sceloglaux
- Asioninae
  - Asio
  - Nesasio
  - Pseudoscops

### Gyöngybagolyfélék
A gyöngybagolyfélék családjába (Tytonidae) 2 nem tartozik
- Tyto
- Phodilus

## Lappantyúalakúak
A lappantyúalakúak rendjébe (Caprimulgiformes) 5 családot sorolnak

### Szuszókfélék
A szuszókfélék családjába (Steatornithidae) 1 nem tartozik:
- Steatornis

### Bagolyfecskefélék
A bagolyfecskefélék családjába (Podargidae) 2 nem tartozik:
- Podargus
- Batrachostomus

### Kuvikfecskefélék
A kuvikfecskefélék családjába (Aegothelidae) 1 nem tartozik:
- Aegotheles

### Álmosmadárfélék
Az álmosmadárfélék családjába (Nyctibiidae) 1 nem tartozik:
- Nyctibiidae

### Lappantyúfélék
A lappantyúfélék családjába (Caprimulgidae) 3 alcsalád és 15 nem tartozik:
- Árguslappantyú-formák (Eurostopodinae)
  - Eurostopodus
- Estifecskeformák (Chordeilinae)
  - Lurocalis
  - Chordeiles
  - Nyctiprogne
  - Podager
- Valódi lappantyúformák (Caprimulginae)
  - Nyctidromus
  - Phalaenoptilus
  - Siphonorhis
  - Nyctiphrynus
  - Caprimulgus
  - Macrodipteryx
  - Hydropsalis
  - Uropsalis
  - Macropsalis
  - Eleothreptus

## Sarlósfecske-alakúak
A sarlósfecske-alakúak rendjébe (Apodiformes) 3 családot sorolnak

### Erdei sarlósfecskefélék
Az erdei sarlósfecskefélék családjába (Hemiprocnidae) 1 nem tartozik
- Hemiprocne

### Sarlósfecskefélék
A sarlósfecskefélék családjába (Apodidae) 2 alcsalád és 19 nem tartozik
- Cypseloidinae
  - Cypseloides
  - Streptoprocne
- Apodinae
  - Hydrochous
  - Collocalia
  - Aerodramus
  - Schoutedenapus
  - Mearnsia
  - Zoonavena
  - Telacanthura
  - Raphidura
  - Neafrapus
  - Hirundapus
  - Chaetura
  - Aeronautes
  - Tachornis
  - Panyptila
  - Cypsiurus
  - Tachymarptis
  - Apus

### Kolibrifélék
A kolibrifélék családjába (Trochilidae) 2 alcsalád és nem tartozik
- Remetekolibri-formák (Phaethornithinae)
  - Ramphodon
  - Eutoxeres
  - Glaucis
  - Threnetes
  - Anopetia
  - Phaethornis
- Valódi kolibriformák (Trochilinae)
  - Doryfera
  - Androdon
  - Campylopterus
  - Eupetomena
  - Florisuga
  - Colibri
  - Anthracothorax
  - Avocettula
  - Topaza
  - Eulampis
  - Chrysolampis
  - Orthorhyncus
  - Klais
  - Abeillia
  - Stephanoxis
  - Lophornis
  - Popelairia
  - Discosura
  - Trochilus
  - Chlorostilbon
  - Basilinna
  - Eupherusa
  - Elvira
  - Goldmania
  - Goethalsia
  - Cynanthus
  - Cyanophaia
  - Thalurania
  - Damophila
  - Lepidopyga
  - Hylocharis
  - Chrysuronia
  - Leucochloris
  - Polytmus
  - Leucippus
  - Taphrospilus
  - Amazilia
  - Panterpe
  - Microchera
  - Chalybura
  - Aphantochroa
  - Lampornis
  - Phlogophilus
  - Adelomyia
  - Clytolaema
  - Heliodoxa
  - Lamprolaima
  - Anthocephala
  - Eugenes
  - Hylonympha
  - Sternoclyta
  - Urochroa
  - Boissonneaua
  - Aglaeactis
  - Oreotrochilus
  - Lafresnaya
  - Coeligena
  - Ensifera
  - Pterophanes
  - Patagona
  - Sephanoides
  - Heliangelus
  - Eriocnemis
  - Haplophaedia
  - Urosticte
  - Ocreatus
  - Lesbia
  - Sappho
  - Polyonymus
  - Ramphomicron
  - Oreonympha
  - Oxypogon
  - Metallura
  - Chalcostigma
  - Opisthoprora
  - Taphrolesbia
  - Aglaiocercus
  - Augastes
  - Schistes
  - Heliothryx
  - Heliactin
  - Loddigesia
  - Heliomaster
  - Rhodopis
  - Thaumastura
  - Tilmatura
  - Doricha
  - Calliphlox
  - Microstilbon
  - Calothorax
  - Mellisuga
  - Archilochus
  - Calypte
  - Atthis
  - Stellula
  - Myrtis
  - Eulidia
  - Myrmia
  - Chaetocercus
  - Selasphorus

## Egérmadár-alakúak
Az egérmadár-alakúak rendjébe (Coliiformes) 1 családot sorolnak

### Egérmadárfélék
Az egérmadárfélék családjába (Coliidae) 2 nem tartozik
- Colius
- Urocolius

## Trogonalakúak
A trogonalakúak rendjébe (Trogoniformes) 1 családot sorolnak

### Trogonfélék
A trogonfélék családjába (Trogonidae) 6 nem tartozik
- Apaloderma
- Pharomachrus
- Euptilotis
- Priotelus
- Trogon
- Harpactes

## Szalakótaalakúak
A szalakótaalakúak rendjébe (Coraciiformes) 11 családot sorolnak

### Jégmadárfélék
A jégmadárfélék családjába (Alcedinidae) 2 alcsalád és 22 nem tartozik
- Alcedininae
  - Alcedo
  - Ceyx
- Halcyoninae
  - Lacedo
  - Dacelo
  - Clytoceyx
  - Cittura
  - Pelargopsis
  - Halcyon
  - Todirhamphus
  - Caridonax
  - Melidora
  - Actenoides
  - Syma
  - Tanysiptera
  - Megaceryle
  - Ceryle
  - Chloroceryle

### Motmotfélék
A motmotfélék családjába (Momotidae) 6 nem tartozik
- Hylomanes
- Aspatha
- Electron
- Eumomota
- Baryphthengus
- Momotus

### Todifélék
A todifélék családjába (Todidae) 1 nem tartozik
- Todus

### Gyurgyalagfélék
A gyurgyalagfélék családjába (Meropidae) 3 nem tartozik
- Nyctyornis
- Meropogon
- Merops

### Szalakótafélék
A szalakótafélék családjába (Coraciidae) 2 nem tartozik
- Coracias
- Eurystomus

### Földiszalakóta-félék
A földiszalakóta-félék családjába (Brachypteraciidae) 4 nem tartozik
- Brachypteracias
- Geobiastes
- Atelornis
- Uratelornis

### Kakukkszalakóta-félék
A kakukkszalakóta-félék családjába (Leptosomidae) 1 nem tartozik
- Leptosomus

### Bankafélék
A bankafélék családjába (Upupidae) 1 nem tartozik
- Upupa

### Kúszóbankafélék
A kúszóbankafélék családjába (Phoeniculidae) 2 nem tartozik
- Phoeniculus
- Rhinopomastus

### Szarvascsőrűmadár-félék
A szarvascsőrűmadár-félék családjába (Bucerotidae) 9 nem tartozik
- Tockus
- Tropicranus
- Ocyceros
- Anthracoceros
- Buceros
- Anorrhinus
- Penelopides
- Aceros
- Ceratogymna

### Szarvasvarjúfélék
A szarvasvarjúfélék családjába (Bucorvidae) 1 nem tartozik
- Bucorvus

## Harkályalakúak
A harkályalakúak rendjébe (Piciformes) 11 családot sorolnak

### Jakamárfélék
A jakamárfélék családjába (Galbulidae) 5 nem tartozik
- Galbalcyrhynchus
- Brachygalba
- Jacamaralcyon
- Galbula
- Jacamerops

### Bukkófélék
A bukkófélék családjába (Bucconidae) 12 nem tartozik
- Notharchus
- Argicus
- Nystactes
- Bucco
- Nystalus
- Hypnelus
- Malacoptila
- Micromonacha
- Nonnula
- Hapaloptila
- Monasa
- Chelidoptera

### Tukánfélék
A tukánfélék családjába (Ramphastidae) 4 alcsalád és 20 nem tartozik
- Capitoninae
  - Capito
  - Eubucco
  - Semnornis
- Lybiinae
  - Gymnobucco
  - Stactolaema
  - Pogoniulus
  - Buccanodon
  - Tricholaema
  - Lybius
  - Trachyphonus
  - Trachylaemus
- Megalaiminae
  - Psilopogon
  - Megalaima
  - Calorhamphus
- Ramphastinae
  - Aulacorhynchus
  - Pteroglossus
  - Baillonius
  - Andigena
  - Selenidera
  - Ramphastos

### Mézkalauzfélék
A mézkalauzfélék családjába (Indicatoridae) 3 nem tartozik
- Indicator
- Melichneutes
- Melignomon

### Harkályfélék
A harkályfélék családjába (Picidae) 3 alcsalád és 28 nem tartozik
- Jynginae
  - Jynx
- Picumninae
  - Picumnus
  - Sasia
  - Nesoctites
- Picinae
  - Melanerpes
  - Sphyrapicus
  - Xiphidiopicus
  - Campethera
  - Geocolaptes
  - Dendropicos
  - Dendrocopos
  - Picoides
  - Veniliornis
  - Piculus
  - Colaptes
  - Celeus
  - Dryocopus
  - Campephilus
  - Picus
  - Dinopium
  - Chrysocolaptes
  - Gecinulus
  - Sapheopipo
  - Blythipicus
  - Reinwardtipicus
  - Meiglyptes
  - Hemicircus
  - Mulleripicus

## Pusztaityúkalakúak
A pusztaityúkalakúak rendjébe (Pteroclidiformes) 1 családot sorolnak
- Pusztaityúkfélék családja (Pteroclididae)

## Verébalakúak
A verébalakúak vagy énekesmadár-alakúak rendjébe (Passeriformes) 3 alrendet sorolnak
- Acanthisitti alrend 
  - álcsuszkafélék (Acanthisittidae)

- Királygébics-alkatúak (Tyranni) alrend
  - Eurylaimides alrendág
    - Calyptomenidae
    - Sapayoidae
    - bársonypittafélék (Philepittidae)
    - ricsókafélék (Eurylaimidae)
    - pittafélék (Pittidae)

  - Tyrannides alrendág
    - piprafélék (Pipridae)
    - kotingafélék (Cotingidae)
    - Tityridae
    - királygébicsfélék (Tyrannidae)
    - Melanopareiidae
    - szúnyogevőfélék (Conopophagidae)
    - hangyászmadárfélék (Thamnophilidae)
    - Grallariidae
    - fedettcsőrűfélék (Rhinocryptidae)
    - földihangyászfélék (Formicariidae)
    - fazekasmadár-félék (Furnariidae)

- Verébalkatúak (Passeri) alrend
  - Corvida alrendága
    - Lantfarkúmadár-félék családja (Menuridae)
    - Bozótjárófélék családja (Atrichornithidae)
    - Ausztrálfakusz-félék családja (Climacteridae)
    - Tündérmadárfélék családja (Maluridae)
    - Mézevőfélék családja (Meliphagidae)
    - Epthianuridae családja
    - Promeropidae családja
    - Ausztrálposzáta-félék családja (Pardalotidae)
    - Cinegelégykapó-félék családja (Petroicidae)
    - Avarjárófélék családja (Orthonychidae)
    - Ausztráltimália-félék családja (Pomatostomidae)
    - Cinclosomatidae családja
    - Ausztrálcsuszka-félék családja (Neosittidae)
    - Légyvadászfélék családja (Pachycephalidae)
    - Drongófélék családja (Dicruridae)
    - Legyezőfarkú-félék családja (Rhipiduridae)
    - Császárlégykapó-félék családja (Monarchidae)
    - Poszátalevélmadár-félék családja (Aegithinidae)
    - Tüskésfarúfélék családja (Campephagidae)
    - Sárgarigófélék családja (Oriolidae)
    - Fecskeseregély-félék családja (Artamidae)
    - Fojtógébicsfélék családja (Cracticidae)
    - Paradicsommadár-félék családja (Paradisaeidae)
    - Varjúfélék családja (Corvidae)
    - Pirókszajkófélék családja (Corcoracidae)
    - Tündérkékmadár-félék családja(Irenidae)
    - Levélmadárfélék családja (Chloropseidae)
    - Gébicsfélék családja (Laniidae)
    - Szemüvegesgébics-félék családja (Prionopidae)
    - Bokorgébicsfélék családja (Malaconotidae)
    - Lombgébicsfélék családja (Vireonidae)
    - Vangagébicsfélék családja (Vangidae)
    - Lugasépítő-félék családja (Ptilonorhynchidae)
    - Turnagridae családja
    - Kokakófélék családja (Callaeidae)

  - Passerida alrendága
    - Pacsirtafélék családja (Alaudidae)
    - Gólyalábúvarjú-félék családja (Picathartidae)
    - Csonttollúfélék családja (Bombycillidae)
    - Pálmajárófélék családja (Dulidae)
    - Selymeslégykapó-félék családja  (Ptilogonatidae)
    - Vízirigófélék családja (Cinclidae)
    - Billegetőfélék családja (Motacillidae)
    - Vidafélék családja  (Viduidae)
    - Szürkebegyfélék családja (Prunellidae)
    - Bogyókapófélék családja  (Melanocharitidae)
    - Paramythiidae családja
    - Verébfélék családja (Passeridae)
    - Díszpintyfélék családja (Estrildidae)
    - Újvilági poszátafélék családja (Parulidae)
    - Tangarafélék családja (Thraupidae)
    - Peucedramidae családja
    - Pintyfélék családja (Fringillidae)
    - Kardinálispintyfélék családja (Cardinalidae)
    - Szövőmadárfélék családja (Ploceidae)
    - Gyapjasmadárfélék családja (Drepanididae)
    - Sármányfélék családja (Emberizidae)
    - Nektármadárfélék családja (Nectariniidae)
    - Virágjárófélék családja (Dicaeidae)
    - Gezerigófélék családja (Mimidae)
    - Csuszkafélék családja (Sittidae)
    - Fakuszfélék családja (Certhiidae)
    - Barkósfakuszfélék családja (Rhabdornithidae)
    - Ökörszemfélék családja (Troglodytidae)
    - Szúnyogkapófélék családja (Polioptilidae)
    - Cinegefélék családja (Paridae)
    - Őszapófélék családja (Aegithalidae)
    - Függőcinege-félék családja (Remizidae)
    - Fecskefélék családja (Hirundinidae)
    - Királykafélék családja (Regulidae)
    - Bülbülfélék családja (Pycnonotidae)
    - Sárgáscukormadár-félék családja (Coerebidae)
    - Óvilági poszátafélék családja (Sylviidae)
    - Selyemgébicsfélék családja (Hypocoliidae)
    - Csirögefélék családja (Icteridae)
    - Szuharbújófélék családja (Cisticolidae)
    - Pápaszemesmadár-félék családja (Zosteropidae)
    - Timáliafélék családja (Timaliidae)
    - Légykapófélék családja (Muscicapidae)
    - Pergőlégykapó-félék családja (Platysteiridae)
    - Rigófélék családja (Turdidae)
    - Seregélyfélék családja (Sturnidae)